# Paul Day
Paul Mario Day (19. dubna 1956 Whitechapel Anglie – 29. července 2025 Newcastle) byl anglický heavy metalový zpěvák, jeden ze zakládajících členů heavy metalové skupiny Iron Maiden, ve které zpíval od založení v roce 1975 do října 1976. Steve Harris uvedl: Day byl vyhozen, protože neměl dostatečné jevištní charisma.
O několik let později prohlásil spoluautorství písně „Strange World“ z alba Iron Maiden.
V roce 1986 zpíval s glam rockovou skupinou Sweet, poté se přestěhoval do Austrálie.